# Campeonato Mundial de X-Trial 2020
La temporada 2019-20 del Campeonato del Mundo de X-Trial fue la edición número XXVIII de dicha competición. El piloto español Toni Bou se proclamó campeón. Esta temporada estaba planeada que comprendiese siete grandes premios, pero los dos últimos fueron cancelados debido a la pandemia de COVID-19.

## Calendario
- Los siguientes grandes premios fueron anunciados para la temporada 2019-20.[2]

|   | Lugar                 | Fecha                   |
| - | --------------------- | ----------------------- |
| 1 | Saint-Denis (Reunión) | 16 de noviembre de 2019 |
| 2 | Rennes                | 23 de noviembre de 2019 |
| 3 | Budapest              | 19 de enero de 2020     |
| 4 | Barcelona             | 2 de febrero de 2020    |
| 5 | Bilbao                | 15 de febrero de 2020   |
| 6 | Wiener Neustadt       | 21 de marzo de 2020 ‡   |
| 7 | Andorra la Vieja      | 25 de abril de 2020 ‡   |

‡ Los dos últimos grandes premios no se disputaron. El gran premio de Andorra será el primer evento de la temporada 2020-21.

## Clasificación de pilotos
| Pos | Piloto            | Moto        | FRA | FRA | HUN | ESP | ESP | AUT | AND | Puntos |
| --- | ----------------- | ----------- | --- | --- | --- | --- | --- | --- | --- | ------ |
| 1   | Toni Bou          | Montesa-HRC | 20  | 20  | 20  | 20  | 20  | -   | -   | 100    |
| 2   | Adam Raga         | TRRS        | 15  | 15  | 15  | 15  | 15  | -   | -   | 75     |
| 3   | Jeroni Fajardo    | Vertigo     | 0   | 12  | 9   | 4   | 9   | -   | -   | 34     |
| 4   | Benoit Bincaz     | Montesa-HRC | 2   | 4   | 1   | 9   | 12  | -   | -   | 28     |
| 5   | Jorge Casales     | Sherco      | 6   | 0   | 6   | 12  | 4   | -   | -   | 28     |
| 6   | Jaime Busto       | Vertigo     | 12  | 6   | 4   | 6   | 0   | -   | -   | 28     |
| 7   | Gabriel Marcelli  | Beta        | 4   | 2   | 12  | 1   | 6   | -   | -   | 25     |
| 8   | Miquel Gelabert   | Gas Gas     | 9   | 9   | 2   | 2   | 2   | -   | -   | 24     |
| 9   | Toby Martyn       | Beta        | 0   | 1   | 0   | 0   | 1   | -   | -   | 2      |
| 10  | Kieran Touly      | Scorpa      | 1   | 0   | 0   | 0   | 0   | -   | -   | 1      |
| 11  | Takahisa Fujinami | Montesa-HRC | 0   | 0   | 0   | 0   | 0   | -   | -   | 0      |
| 11  | Aniol Gelabert    | Vertigo     | 0   | 0   | 0   | 0   | 0   | -   | -   | 0      |
| 11  | Luca Petrella     | Gas Gas     | 0   | 0   | 0   | 0   | 0   | -   | -   | 0      |
| 11  | Matteo Grattarola | Gas Gas     | 0   | 0   | 0   | 0   | 0   | -   | -   | 0      |
| 11  | Jack Price        | Gas Gas     | 0   | 0   | 0   | 0   | 0   | -   | -   | 0      |
| 11  | Dan Peace         | Sherco      | 0   | 0   | 0   | 0   | 0   | -   | -   | 0      |
| 11  | James Dabill      | Beta        | 0   | 0   | 0   | 0   | 0   | -   | -   | 0      |
| 11  | Alexandre Ferrer  | Sherco      | 0   | 0   | 0   | 0   | 0   | -   | -   | 0      |
| 11  | Kieran Touly      | Scorpa      | 0   | 0   | 0   | 0   | 0   | -   | -   | 0      |
| 11  | Sondre Haga       | TRRS        | 0   | 0   | 0   | 0   | 0   | -   | -   | 0      |